# Nitrazepam
Nitrazepam, được bán với biệt dược Mogadon và các biệt dược khác, là một thuốc ngủ thuộc nhóm benzodiazepine được sử dụng để giảm đau ngắn hạn, giảm chứng lo âu và mất ngủ. Thuốc cũng có tác dụng an thần, cũng như gây mất trí nhớ, chống co giật và tác dụng giãn cơ xương.
Thuốc đã được cấp bằng sáng chế vào năm 1961 và được đưa vào sử dụng y tế vào năm 1965.

## Sử dụng y tế

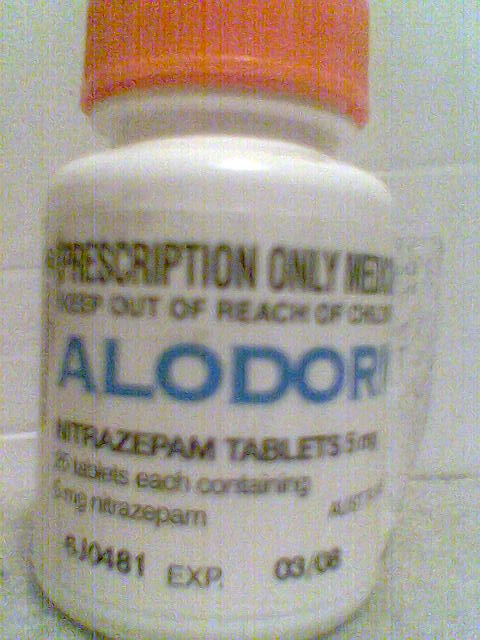
Chai Alodorm chứa 25 viên Nitrazepam 5mg.

Nitrazepam được sử dụng để điều trị các vấn đề về giấc ngủ ngắn hạn (mất ngủ), cụ thể là khó ngủ, thức dậy thường xuyên, thức dậy sớm hoặc kết hợp cả hai.
Nitrazepam đôi khi được cố gắng sử dụng để điều trị động kinh khi thất bại với các loại thuốc khác. Thuốc được tìm thấy có hiệu quả hơn clonazepam trong điều trị hội chứng West, đó là một chứng động kinh phụ thuộc vào độ tuổi, ảnh hưởng đến những người còn rất trẻ. Trong các nghiên cứu không đối chứng, nitrazepam đã cho thấy hiệu quả điều trị trong chứng co thắt ở trẻ sơ sinh và đôi khi được xem xét khi các thuốc chống động kinh khác đã thất bại. Tuy nhiên, buồn ngủ, hạ huyết áp và đáng kể nhất là dung nạp đối với các tác dụng chống động kinh thường phát triển khi điều trị lâu dài, thường sẽ hạn chế Nitrazepam trong điều trị động kinh cấp tính.

## Tác dụng phụ

### Phổ biến hơn
Các tác dụng phụ phổ biến hơn có thể bao gồm: suy nhược hệ thống thần kinh trung ương, bao gồm buồn ngủ, chóng mặt, tâm trạng chán nản, mệt mỏi, mất điều hòa, nhức đầu, chóng mặt, suy giảm trí nhớ, suy giảm chức năng vận động, cảm giác nôn nao vào buổi sáng, chậm nói, giảm hiệu suất thể chất, cảm xúc tê liệt, giảm sự tỉnh táo, yếu cơ, nhìn đôi và không tập trung đã được ghi nhận. Những giấc mơ khó chịu và chứng mất ngủ hồi phục cũng đã được báo cáo.
Nitrazepam là một loại thuốc benzodiazepine có tác dụng kéo dài với thời gian bán hủy 15-38 giờ (thời gian bán hủy trung bình là 26 giờ).  Các hiệu ứng "nôn nao" còn sót lại sau khi dùng nitrazepam vào ban đêm như buồn ngủ, suy giảm chức năng tâm lý và nhận thức có thể tồn tại vào ngày hôm sau, điều này có thể làm giảm khả năng lái xe an toàn và tăng nguy cơ ngã và gãy xương hông.

### Ít phổ biến
Các tác dụng phụ ít phổ biến hơn có thể bao gồm: hạ huyết áp, ngất, đánh trống ngực, phát ban hoặc ngứa, rối loạn tiêu hóa và thay đổi ham muốn ít gặp hơn. Rất không thường xuyên, các phản ứng nghịch lý có thể xảy ra, ví dụ, hưng phấn, kích thích, ảo giác, tăng động và mất ngủ. Ngoài ra, ngủ mơ trầm cảm hoặc kích thích, mất phương hướng, an thần nghiêm trọng, mất trí nhớ ngược, đau đầu, hạ thân nhiệt và run mê sảng đã được ghi nhận. Độc tính gan nặng cũng đã được báo cáo.

## Biện pháp phòng ngừa đặc biệt
Benzodiazepines đòi hỏi biện pháp phòng ngừa đặc biệt nếu được sử dụng trong các cá nhân và cá nhân với rượu hoặc ma túy phụ thuộc kèm theo rối loạn tâm thần. Cần thận trọng khi kê đơn nitrazepam cho bất kỳ ai trong độ tuổi lao động do suy giảm đáng kể các kỹ năng tâm lý; suy giảm này là lớn hơn khi liều lượng cao hơn được quy định.
Nitrazepam với liều 5 mg hoặc cao hơn có thể gây ra sự suy giảm đáng kể trong hiệu suất cảnh giác kết hợp với tăng cảm giác buồn ngủ. Nitrazepam với liều 5 mg hoặc cao hơn làm suy yếu kỹ năng lái xe  và giống như các loại thuốc ngủ khác, liên quan đến việc tăng nguy cơ tai nạn giao thông. Ở người cao tuổi, nitrazepam có liên quan đến việc tăng nguy cơ té ngã và gãy xương hông do suy giảm cân bằng cơ thể. Thời gian bán hủy của nitrazepam là 40 giờ ở người già và 29 giờ ở người trẻ tuổi. Nitrazepam thường được sử dụng quá liều bởi những người lạm dụng ma túy hoặc cá nhân tự tử, đôi khi dẫn đến tử vong. Nitrazepam gây quái thai nếu dùng quá liều trong thai kỳ với 30% ca sinh cho thấy bất thường bẩm sinh. Đây là một loại thuốc lạm dụng phổ biến ở các quốc gia nơi mà nó có sẵn.

## Chống chỉ định
Nên tránh dùng Nitrazepam ở những bệnh nhân mắc bệnh phổi tắc nghẽn mạn tính (COPD), đặc biệt là trong các đợt cấp của COPD, vì suy hô hấp nặng có thể xảy ra ở những bệnh nhân sử dụng thuốc ngủ.
Cũng như các loại thuốc ngủ khác, nitrazepam có liên quan đến việc tăng nguy cơ tai nạn giao thông. Nên tránh dùng Nitrazepam ở những bệnh nhân lái xe hoặc vận hành máy móc. Một nghiên cứu đánh giá kỹ năng lái xe của người sử dụng thuốc ngủ an thần cho thấy người dùng nitrazepam bị suy giảm đáng kể đến 17 giờ sau khi dùng thuốc, trong khi người dùng temazepam không cho thấy sự suy giảm đáng kể về khả năng lái xe. Những kết quả này phản ánh bản chất tác dụng dài hạn của nitrazepam.

## Tổng hợp
Phản ứng của 2-amino-5-nitrobenzophenone (1) với bromoacetyl bromide tạo thành amide 2. Đóng vòng trong amonia lỏng gắn nitrazepam (3). Đơn giản hơn, diazepinone (4) có thể được nitrat hóa trực tiếp tại vị trí C7 phản ứng mạnh hơn với kali nitrat trong axit sulfuric. 

Tổng hợp nitrazepam: